# نقدي (دودانغة)
نقدي (بالفارسية: نقدی) هي منطقة سكنية تقع في إيران في قسم دودانغة الریفي. يقدر عدد سكانها بـ 92 نسمة.